# Belle Fille River
Der Belle Fille  River ist ein Fluss im Osten von Dominica im Parish Saint David, im Carib Territory.

## Geographie
Der Belle Fille River ist im Grunde genommen der Oberlauf des Castle Bruce River, bevor der Raymondstone Rivers bei Raymondstone, im Tal von Castle Bruce mit ihm zusammenfließt.
Die Quellen des Belle Fille River liegen im Nordhang des Morne Trois Pitons bei L’Arouma Popotte beziehungsweise Crète Palmiste. Ein Südöstlicher Quellbach bildet den Emerald Pool (⊙) mit einem kleinen Wasserfall. Die Quellbäche vereinigen sich bereits kurz darauf und der Fluss verläuft in kurvenreichem Lauf nach Nordosten. Bei Fond Melle fließt von links und Norden der Fond Figues River zu und bald darauf der L’Or River von rechts und Süden. Bei Scotland mündet von rechts und Süden der Vio River (Rivière Vigneau), der selbst mehrere Quellbäche mitbringt. Etwa 2 km weiter bei Svane David mündet von links und Norden der Bajo Gutter sowie mehrere unbenannte Bäche von rechts und Süden. Dort tritt der Fluss auch ins Tiefland ein, wo bald darauf der Raymondstone River mündet.
Aufgrund seiner Quellen reicht er nahe an das Einzugsgebiet des Layou River im Westen heran, nach Norden schließt sich das Einzugsgebiet des Pagua Rivers an und nach Süden das Einzugsgebiet des Rosalie Rivers, sowie das viel kleinere Einzugsgebiet des Saint Sauveur River, welches jedoch im Krater von Saint Sauveur gänzlich von den anderen Flusssystemen abgeschnitten ist.